# Roger Boli
Roger Boli (ur. 26 września 1965 w Adjamé) – francuski piłkarz pochodzący z Wybrzeża Kości Słoniowej, grający na pozycji napastnika.  Jest bratem Basile Bolego, 45-krotnego reprezentanta Francji.

## Kariera klubowa
Boli urodził się w Wybrzeżu Kości Słoniowej, ale karierę piłkarską rozpoczął we Francji. Jego pierwszym klubem w karierze był AJ Auxerre. W sezonie 1984/1985 zadebiutował w jego barwach w pierwszej lidze francuskiej. W Auxerre był rezerwowym przez 4 lata, a w 1988 roku odszedł do Lille OSC, w którym grał przez sezon.
W 1989 roku Boli został zawodnikiem RC Lens, grającego w drugiej lidze Francji. W 1991 roku awansował z Lens do Ligue 1. W sezonie 1993/1994 strzelił dla Lens 20 goli w lidze i wraz z Yourim Djorkaeffem i Nicolasem Ouédec'iem został współkrólem strzelców Ligue 1. W Lens grał do 1996 roku.
W 1996 roku Boli przeszedł do Le Havre AC i jeszcze przez rok grał w Ligue 1. Łącznie w pierwszej lidze Francji strzelił 54 gole w 270 rozegranych meczach.
W 1997 roku Boli trafił do angielskiego Walsall, grającego w Second Division. W sezonie 1998/1999 grał w szkockim Dundee United i angielskim Bournemouth. W 1999 roku zakończył karierę.
| Sezon   | Klub          | Kraj    | Rozgrywki       | Mecze | Bramki |
| ------- | ------------- | ------- | --------------- | ----- | ------ |
| 1984/85 | AJ Auxerre    | Francja | Ligue 1         | 10    | 1      |
| 1985/86 | AJ Auxerre    | Francja | Ligue 1         | 17    | 3      |
| 1986/87 | AJ Auxerre    | Francja | Ligue 1         | 12    | 1      |
| 1987/88 | AJ Auxerre    | Francja | Ligue 1         | 16    | 0      |
| 1988/89 | Lille OSC     | Francja | Ligue 1         | 24    | 5      |
| 1989/90 | RC Lens       | Francja | Ligue 2         | 33    | 16     |
| 1990/91 | RC Lens       | Francja | Ligue 2         | 31    | 11     |
| 1991/92 | RC Lens       | Francja | Ligue 1         | 33    | 4      |
| 1992/93 | RC Lens       | Francja | Ligue 1         | 31    | 3      |
| 1993/94 | RC Lens       | Francja | Ligue 1         | 35    | 20     |
| 1994/95 | RC Lens       | Francja | Ligue 1         | 38    | 9      |
| 1995/96 | RC Lens       | Francja | Ligue 1         | 28    | 4      |
| 1996/97 | Le Havre AC   | Francja | Ligue 1         | 26    | 4      |
| 1997/98 | Walsall FC    | Anglia  | Second Division | 41    | 12     |
| 1998/99 | Dundee United | Szkocja | Premier League  | 5     | 1      |
| 1998/99 | Bournemouth   | Anglia  | Second Division | 7     | 0      |